# Kostel svaté Markéty (Horní Planá)
Kostel svaté Markéty je farní kostel římskokatolické farnosti Horní Planá. Jádro kostela je románské z 2. čtvrtiny 13. století. Poprvé je připomínán roku 1384.  Kostel stojí v severní části náměstí, které bylo obklopeno zástavbou, a kde se křížily cesty z Českého Krumlova a Vyššího Brodu směřující na Želnavu a Volary.

## Přestavby a úpravy
Ve 2. polovině 15. století byla zvýšena věž a ve 2. polovině 16. století byl kostel přestavěn. Z tohoto období pocházejí renesanční nástěnné malby znázorňující Pannu Marii, svatou Kateřinu a svatého Vavřince. V letech 1694–1696 byl kostel rozšířen, v letech 1708–1710 byla rozšířena východní část lodi a postaven presbytář. V roce 1774 byla rozšířena kruchta.

## Stavební fáze
Kostel je poprvé připomínán v roce 1374, ale o jeho podobě nevíme téměř nic. Z původní stavby kostela se zachovala jižní stěna lodi a navazující úsek západní zdi. Mezi lety 1500 až 1510 byla přistavěna k západnímu průčelí hranolová zvonice. Kolem poloviny 16. století došlo k rozšíření malé lodi. Současně se stavbou dvoulodí byla vybudována i kruchta na západní straně kostela. 

## Stavební podoba
Kostel v Horní Plané je dvoulodní s polygonálně ukončeným klenutým kněžištěm, klenutou sakristií i předsíní na jižní straně a zvonicí při západním štítu. Na jižní straně lodi vystupuje z průčelí hmota staršího a nižšího kostela, ke které je přisazena předsíň. Interiér dvoulodí uzavřelo šest polí křížové žebrové klenby. Do západní části lodi byla postavena empora. 

## Zařízení kostela

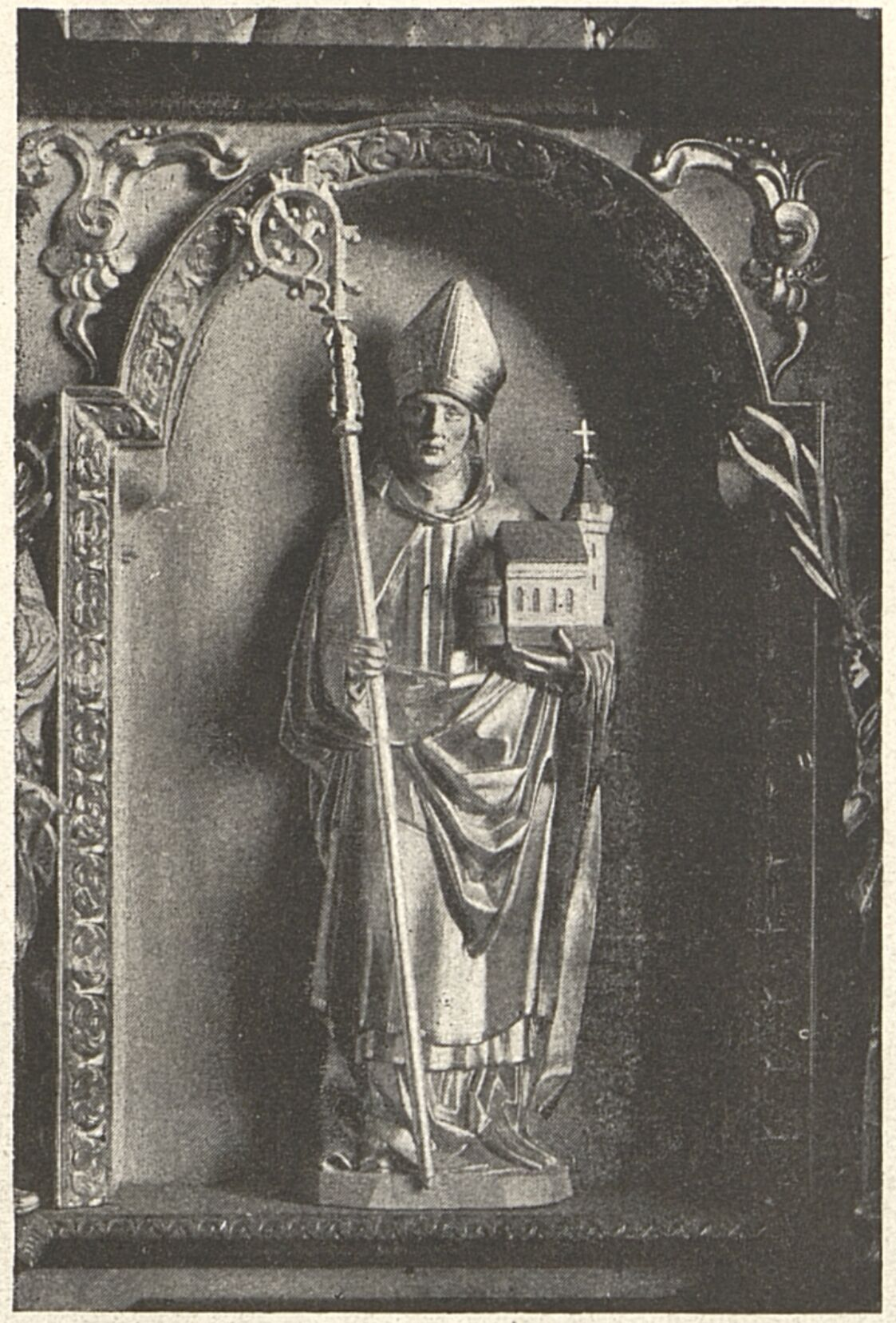
gotická socha sv. Volfganga

Zařízení kostela je barokní ze 17. a 18. století. V kaplovém výklenku z poloviny 17. století bývala pozdně gotická socha svatého Volfganga ze začátku 16. století. Kazatelna je rokoková z roku 1763. Kamenná křtitelnice pochází z roku 1805. Pozitiv od Václava Pantočka z roku 1741 se nedochoval. Jednomanuálové varhany od Josefa Breinbauera o deseti rejstřících pocházejí z roku 1865, opraveny byly v roce 1902 Leopoledem Breinbauerem.